# 望加錫人與澳洲的接觸
自18世紀開始，來自印尼蘇拉威西島的望加錫人每年也前往澳洲西北海岸採集海參。「望加錫人」一字不只是指蘇拉威西島居民，也指來自帝汶島、羅地島的漁民。

## 捕魚與海參處理
海參住在海床，在退潮時暴露出來。傳統上是用人手潛水用矛捕捉，在被風乾和煙燻之前，要用沸水處理。

## 活動
約從1720年開始位於印度尼西亞南部蘇拉威西島的望加錫人的捕魚船隊開始到訪澳大利亞北部海岸，但日期可能更早。一些人類學家指出澳洲西北阿纳姆地Yolngu人的岩畫藝術提出證據，澳大利亞原住民和望加錫人的接觸在十七世紀中葉，甚至15世紀中開始。
每年12月，望加錫人順西北季風到達澳大利亞北部海岸，每次大約一船30人，每次可瘢1000隻海參。在返回航程之前他們在海岸建立半常設性營地。在回國前他們會煮沸和乾燥海參，之後伙他們將船舶賣給中國商人。
由於徵收關稅和執照費，並且可能由於過度捕撈，到19世紀末貿易繼續減少，最後在1907年中止，望加錫人也離開他們的營地。

## 接觸的物質證據
在現在科堡半岛埃辛頓港，阿努魯灣和北領地的格鲁特岛仍然有當時望加錫人加工廠的考古遺跡和他們種下的羅望子樹。這些遺跡有金屬，破碎的陶器和玻璃，硬幣，魚鉤和破碎的粘土管。許多陶瓷材料暗示出品年代是十九世紀。
在1916年，在西澳大利亞州北部海岸的納皮爾布魯姆灣的一個小島上發現了兩枚青銅砲，西澳大利亞州博物館的科學家做了詳細的分析，並確定這些武器是旋轉槍，幾乎可以肯定是18世紀末的望加錫人製作，是望加錫人的隨身武器。
2012年1月，一支兩年前在達爾文港附近的鄧迪海灘上發現的旋轉槍被網絡新聞媒體和澳大利亞媒體廣泛報導為葡萄牙製造。然而，北領地博物館和美術館的初步分析表明，它也可能是東南亞製造。博物館藏有7支東南亞製造的槍支。另一支東南亞製造的旋轉槍，在1908年在達爾文發現，由南澳大利亞博物館舉行，也可能是望加錫人製造。
有大量證據表明，澳大利亞北部岩畫和樹皮畫中的漁船，就是望加錫人的漁船。

## 對澳大利亞原住民的影響
望加錫人與澳大利亞原住民的聯繫對他們的文化有顯著的影響:包括在他們的語言，在他們的藝術，在他們的故事，在他們的菜式。兩個群體的交往大敔上成功，甚至到21世紀初，兩個民族之間的共同歷史仍然由澳大利亞北部的原住民社區慶祝，紀念他們相互信任和尊重的時期。然而在澳大利亞國立大學歷史系編寫的一份報告說，澳洲原住民最初歡迎望加錫人的到來，但後來原住民開始感到他們被剝削，導致雙方的暴力和關係惡化，同時伊斯蘭的影響也值得注意。

## 與易
人類學家的研究發現了望加錫人與原住民談判了某些水域的捕魚權利，交易所還涉及布，煙草，金屬軸和刀，米和杜松子酒。阿纳姆地原住民則貿易龜殼，珍珠和柏樹松，也有一些被僱用捉海參。雖然有充分的證據表明接觸是和平的，但有些接觸是敵對的。然而，岩畫和樹皮畫似乎證實了一些原住民工人願意陪同望加錫人回到他們的祖國南部蘇拉威西島。婦女也是偶爾的交換項目，而Yolngu原住民婦女與陌生人接觸時使用的便攜式樹皮屏幕和深閨制度可能是受到與望加錫人接觸的影響。

## 健康
可能的是，天花在1820年代通過與望加錫人接觸被引入到澳大利亞北部，但這仍然未被證實。

## 經濟
阿纳姆地一些Yolngu土普因與望加錫人接觸學會挖掘獨木舟的技術，這是高度珍貴的。這些適航的船隻，不同於他們的傳統樹皮獨木舟，使他們可深入海洋捕捉海龜和儒艮。

## 語言
望加錫皮欽語成為澳洲北海岸的一個通用語，不僅在望加錫人和原住民人之間，而且在不同的原住民群體之間，他們通過航海的望加錫文化互相更加接觸。來自望加錫語的詞語仍然可以在北海岸的原住民語言中找到;包括盧比（錢），jama（工作）和巴蘭達（白人）。

## 宗教
望加錫人可能是最早把伊斯蘭教帶到澳洲的民族。

## 現在的情況
雖然現在避免在阿納姆地區捕魚，其他印尼漁民繼續在西海岸，現在的澳大利亞水域上捕魚，因為他們在這被宣布為澳洲領土之前已經做了幾百年。這種捕魚被現在澳大利亞政府認為是非法的，自1970年代以來，如果被當局逮捕，船隻被燒毀，漁民被遣返印尼。大多數印尼人在澳大利亞水域捕魚發生在澳大利亞創造的阿什莫爾和卡捷群岛。